# Klonoa: Door to Phantomile
Klonoa: Door to Phantomile (風のクロノア door to phantomile Kaze no Kuronoa Door to Phantomile?, lit. "Klonoa del Viento: Puerta hacia Phantomile") es un videojuego de plataformas desarrollado y distribuido por Namco para PlayStation. Fue lanzado el 11 de diciembre de 1997 en Japón, el 10 de marzo de 1998 en Norteamérica y el 5 de junio de 1998 en Europa. La historia del juego se centra en una criatura antropomórfica y un "espíritu" encapsulado en un anillo. El juego cuenta con una versión para Wii conocida simplemente como Klonoa en Norteamérica y Europa. Fue desarrollada por Paon y lanzada el 4 de diciembre de 2008 en Japón, el 5 de mayo de 2009 en Norteamérica y el 22 de mayo de 2009 en Europa. El juego fue relanzado para PlayStation Network el 6 de julio de 2011 en Japón, el 27 de diciembre de 2011 en Norteamérica y el 19 de septiembre de 2012 en Europa.
- Datos: Q1201015